# Horia Petra-Petrescu
Horia Petra-Petrescu (n. 26 octombrie 1884, Brașov, Austro-Ungaria – d. 12 mai 1962, Sibiu, România) a fost un jurnalist, poet, prozator, dramaturg și traducător român, cunoscut în mod deosebit ca secretar literar și bibliotecar al Asociației pentru cultura și literatura poporului român din Transilvania (ASTRA).

## Biografie

### Studii

Scrisoare din 17 ianuarie 1906 a lui Horia Petra-Petrescu către Aurel Mureșianu.

S-a născut la 26 noiembrie 1884 în orașul Brașov din Austro-Ungaria (astăzi în România), ca fiu al lui Nicolae Petra-Petrescu. A absolvit studii preuniversitare în orașul natal și a urmat apoi studii superioare la universitățile din Budapesta (1903–1904) și Viena (1904–1906). Petra-Petrescu și-a continuat pregătirea cu studii de doctorat la Universitatea din Leipzig (1908–1910), obținând titlul de doctor în filologie cu teza Ion Luca Caragiales Leben und Werke („Viața și opera lui Ion Luca Caragiale”), elaborată sub îndrumarea științifică a profesorului german Gustav Weigand, membru de onoare din străinatate al Academiei Române și un bun cunoscător al culturii române. Teza sa de doctorat reprezintă prima monografie a vieții și operei lui Ion Luca Caragiale.
În perioada studiilor universitare la Viena, a ocupat un post în cadrul Societății Academice Literare „România Jună” (organizație a studenților români din capitala Austriei) și a călătorit în martie 1906 la Praga, împreună cu preotul militar dr. Virgil Ciobanu, pentru a-i face o vizită profesorului filoromân Jan Urban Jarník. Profesorul, care nu era acasă atunci când a fost căutat, i-a vizitat după o oră și ceva la hotel și le-a servit de ghid pe parcursul celor trei zile petrecute de cei doi români la Praga. Mișcat de entuziasmul tineresc și de comportamentul amabil al lui Petra-Petrescu, Jarník i-a păstrat pe tot parcursul vieții sale o simpatie deosebită. Cei doi au purtat încă din acea vreme o corespondență bogată (care a durat 16 ani, până în 22 decembrie 1922, cu trei săptămâni înainte de moartea profesorului, și din care au supraviețuit doar scrisorile lui Jarník,), iar profesorul ceh i-a trimis tânărului scriitor român câteva broșuri și studii pentru a fi incluse în biblioteca societății „România Jună”. Ei s-au reîntâlnit peste câțiva ani la serbările jubiliare ale organizației Astra de la Blaj din august 1911 și la scurt timp după aceea la serbările de aniversare a 50 de ani ai Universității din Iași (care au avut loc în 27 septembrie 1911 la Teatrul Național din Iași și la care bătrânul profesor ceh a citit mesajul de felicitare al Universității Caroline din Praga), prilej cu care Horia Petra-Petrescu a publicat un articol elogios despre profesorul Jarník (pe care l-a numit „un prietin al Românilor”).

### Cariera profesională
Horia Petra-Petrescu a îndeplinit funcția de secretar literar al Asociației pentru cultura și literatura poporului român din Transilvania (ASTRA). Interesul său pentru propășirea culturii române l-a făcut să doneze o broșură pentru biblioteca Fundațiunii Universitare Carol I din București, cu ocazia inaugurării noului local al instituției la 9 mai 1914, fiind menționat ca atare în darea de seamă a rectorului Toma Ionescu către regele Carol I.
După începerea Primului Război Mondial, a fost încorporat în Armata Austro-Ungară și rănit în lupte, fiind internat pentru tratament medical, alături de alți militari români, în spitalul militar de la Mănăstirea Strahov din Praga, condusă în acea vreme de abatele Metoděj Jan Zavoral. Horia Petra-Petrescu l-a reîntâlnit în acel spital pe profesorul Jan Urban Jarník, un cunoscut filolog și filoromân, pe care îl cunoscuse în anul 1906, și a predat acolo, în anul 1915, primele lecții de limba română tinerei eleve cehe Jindra Huskovă-Flajshansovă (1898–1980), viitoare profesoară de limba și literatura română la Universitatea Comenius din Bratislava, care lucra atunci ca infirmieră voluntară. A contribuit semnificativ, alături de Jarník și de abatele Zavoral, la dezvoltarea relațiilor ceho-române din perioada războiului și a trimis de la Praga două lucrări scrise de preotul militar greco-catolic Ioan Novac: Cartea de rugăciune pentru soldații români și Calendar și notițe pe anul 1917 pentru îmbogățirea fondurilor Bibliotecii ASTRA din Sibiu, primind o scrisoare de mulțumire semnată de Andrei Bârseanu (președintele ASTRA) și Romul Simu (secretarul administrativ). În cursul următoarelor decenii a purtat o lungă și amplă corespondență atât cu Jindra Huskovă, cât și cu abatele Zavoral.
Revenit în țară, Horia Petra-Petrescu s-a stabilit în anul 1919 în orașul Sibiu, unde a îndeplinit mai multe funcții în structura de conducere a Asociației pentru cultura și literatura poporului român din Transilvania (ASTRA), inclusiv pe cea de redactor șef al revistei Transilvania. A făcut parte din Despărțământul Sibiu al Asociației, iar, în calitate de membru corespondent, a ținut conferințe, a citit din piesele sale de teatru și a colaborat frecvent cu cronici, însemnări și recenzii în revista Transilvania. A fost ales apoi membru activ al Secției literare-artistice a Asociațiunii pentru literatura română și cultura poporului român din Transilvania (ASTRA) în ședința plenară care a avut loc în ziua de 15 iulie 1921 la Sibiu. În primii ani de după război, profesorul Jarník l-a rugat în scrisorile sale să corecteze textul celei de-a doua ediții a traducerii romanului Bunica (Babička) de Božena Němcová, pe care-l rescrisese (după versiunea publicată în anul 1885 mai întâi în ziarul Tribuna din Sibiu (anul II, nr. 74–196) și apoi ca volum independent) și îl pregătea pentru tipar. Ediția a II-a a traducerii romanului Boženei Němcová, revizuită de Horia Petra-Petrescu) a fost publicată în anul 1923, la scurt timp după moartea lui Jarník. Horia Petra-Petrescu a fost oficial bibliotecarul Bibliotecii Centrale a Asociațiunii în perioada 1929–1945, fiind apoi numit pe 1 septembrie 1933, prin decizia ministerială nr. 142.526 din 1933 a Ministerului Instrucțiunii, Cultelor și Artelor, în postul de bibliotecar la societatea „Astra” din Sibiu, în baza jurnalului Consiliului de Miniștri cu nr. 1.075 din 21 septembrie 1933, devenind astfel singurul funcționar al acesteia plătit de stat.
A fost unul din fondatorii și vicepreședinte al Asociației „Româno-Cehă” Jarnik–Bârseanu, care fusese constituită în 15 martie 1931 la Sibiu și avea ca scop „cultivarea legăturilor științifice, culturale, artistice, literare, sportive, etc. dintre România și Cehoslovacia, răspândind pe scară întinsă cunoștințele asupra țărilor respective”. Primul comitet de conducere, ales în cadrul adunării generale de constituire, a fost format din prof. Nicolae Regman (fost prefect, președintele comitetului de inițiativă), care a fost ales în unanimitate ca președinte, poetul I. U. Soricu, publicistul Horia-Petra-Petrescu, inspectorul școlar Petre Petrescu, inspectorul școlar Silviu Țeposu, dr. Bolintineanu, A. I. Popa, prof. Nicolae Colan, dr. Iosif Stoichiția, prof. Gh. Niculescu, colonelul Christea Vasilescu, căpitanul Rădulescu și șase reprezentanți ai coloniei cehoslovace din Sibiu.

## Activitatea publicistică
Horia Petra-Petrescu a desfășurat o bogată activitate publicistică și a publicat numeroase broșuri ce conținea poezii, schițe, piese de teatru, precum și discursuri și texte ale conferințelor ținute cu diferite ocazii. A colaborat, de asemenea, la numeroase ziare și reviste din România.
El nu și-a întrerupt activitatea literară nici măcar în timpul Primului Război Mondial, când se afla rănit în lazaretul amenajat la Mănăstirea Strahov din Praga. A scris prin mai 1916 o schiță intitulată „Ce mi-a povestit cârja”, care a fost tradusă în limba cehă de Jan Urban Jarník și a fost citită la o serbare organizată pentru răniții din război, apoi publicată în același an în traducere în ziarul Venkov și în revista Rozkvét; schița a fost inclusă ulterior în volumul O bucată de pâine din Banat și alte schițe originale (Sibiu, 1925, pp. 15–28). O altă povestire, intitulată „Nunta amânată” și scrisă pentru soldații români care se aflau în spitalele militare din Praga, a fost publicată în anul 1917, sub pseudonimul Ilie Marin, de Tipografia „Politika” din Praga. Ulterior, un articol scris de Horia Petra-Petrescu și tradus în cehă tot de prof. Jarník a fost publicat în noiembrie 1918 în ziarul praghez Národní listy.

### Colecționar de ilustrate europene
Horia Petra-Petrescu a fost și un avid colecționar de cărți poștale ilustrate din Europa, încă din copilărie. Colecția sa a fost publicată în volumul Un altfel de messenger: colecția de cărți poștale Horia Petra-Petrescu.

## Distincții
- Ordinul „Coroana României” în gradul de Comandor (31 mai 1932)[42]

## Opera

### Lucrări proprii
- Probleme teatrale, Brașov, 1908;
- Ion Luca Caragiales Leben und Werke. Inaugural Dissertation, Leipzig, 1911;
- Publicul nostru și teatrul, Arad, 1911;
- Teatrul la țară, Brașov, 1911;
- Este mișcarea noastră teatrală un lux?, Brașov, 1912;
- Micul mincinos, comedie în 2 acte, Brașov, 1913;
- Mișcarea noastră teatrală și sbuciumul sufletesc al intelectualilor de la noi, conferință, Brașov, 1913;
- Poezii și monoloage de declamat, Brașov, 1913;
- Văduvioara și alte șase monoloage pentru bărbați și dame tinere. Originale și localizări, Orăștie, 1913;
- Îndemnuri, broșura nr. 1, Brașov, 1914;
- Viața intelectuală românească în orașele din Ardeal (cum este și cum ar trebui să fie), conferință, Brașov, 1914;
- Pentru cei mici și buni, versuri pentru copii, Sibiu, 1919;
- Faust și aviatorul, poem, Sibiu, 1921;
- În seara de Crăciun, dramă într-un act, Săliște, 1921;
- La răspântii. Câteva întrebări conștiinței, Sibiu, 1921 (semnat Ilie Marin);
- Gogu, piesă poporală în 3 acte, Sibiu, 1922;
- „Dacă dai de-un om de-al tău”. Pentru cei ce au îndrăgit meseriile sau fac propagandă pentru ele, Sibiu, 1923;
- Între două locuri, comedie, Lugoj, 1923;
- Călcâiul lui Achile, piesă în 3 acte, Sibiu, 1924;
- Cehi și români, discurs, Sibiu, 1924;
- Marele Galeotto, Sibiu, 1924;
- Pe pământ udat de sânge și alte schițe, Sibiu, 1924;
- Un tăciune și un cărbune…, triptic tragic-comedie în 3 acte, Sibiu, 1924;
- O bucată de pâine din Banat și alte schițe originale, Sibiu, 1925;
- „Meșterul Nicu” (Povestire din viața pictorului Nicolae Grigorescu), Sibiu, 1926;
- Pacea de la Versailles. Impresii de la Congresul de pace din Paris, Brașov, 1926;
- Nicolae Bălcescu. Lectură la împlinirea a 75 de ani de la moartea lui, pentru o „șezătoare” literară, Sibiu, 1927;
- Abatele Zavoral și Institutul cehoslovac-român din Praga. Vorbire, Sibiu, 1928;
- Ceva despre Cehoslovacia. Dintr-o conferință ținută în Sibiu, 1923, Sibiu, 1928;
- Ultima audiență, Brașov, 1933;
- Gânduri de duminecă, Brașov, 1937;
- Poezii, Brașov, 1938;
- Clipe de întremare sufletească, f. 1., f.a.;
- Pentru serile de șezătoare, f. 1., f.a.;
- Povești din Țara cehului, f. 1., f.a. – în colaborare cu abatele Zavoral;

### Antologii
- Poeții și prozatorii Ardealului până la Unire (1800–1918), antologie și studiu de Gh. Cardaș, București, 1936;
- Povestitori ardeleni și bănățeni până la Unire, antologie cu o pref., note biobibliografice și un glosar de Ion Breazu, Cluj, 1937;
- Povestitori ardeleni, antologie, note biobibliografice și glosar de Ion Buzași, pref. de Mircea Popa, Cluj, 1974.

### Studii și articole
- „Un prietin al Românilor: Ioan Urban Iarnik”, în Românul, Arad, anul II, nr. 51, sâmbătă 3/16 martie 1912, pp. 6–7. Republicat sub titlul „Un prieten al Romînilor. Ioan Urban Iarnik”, în Neamul românesc literar, București, anul V, nr. 10, 18 martie 1912, pp. 151–155.
- „La moartea lui Ioan Urban Jarnik”, în Telegraful Român, Sibiu, anul LXXI, nr. 5, 10/23 ianuarie 1923, pp. 2–3.
- „Sokolii (Cu un adaos: «Când lucrau legionarii români din Praga mână în mână cu sokolii».)[nefuncțională – arhivă]
”, în revista Transilvania, Sibiu, anul LVII, nr. 7, iulie 1926, pp. 370–377.
- „Abatele Zavoral a fost iarăși între noi”, în revista Societatea de mâine, Cluj, anul VII, nr. 21, 1 noiembrie 1930, pp. 369–370.
- „†Romul Simu. †Ion Neagoe”, necrologuri, în revista Transilvania, Sibiu, anul LXX, nr. 1, ianuarie–februarie 1939, pp. 56–57.
- „Însemnări: Abatele Metodiu Zavoral”, în revista Transilvania, Sibiu, anul LXXIII, nr. 7–8, iulie–august 1942, pp. 642–644.

### Traduceri
- Maxim Gorki, Nuvele, Budapesta, 1906;
- J. E. Volkelt, Arta, morala și cultura, Brașov, 1909;
- Bjørnstjerne Bjørnson, Mary, roman, trad. liberă, Arad, 1911;
- Georges Courteline, Învingeri strălucite, piesă într-un act, localizată, Brașov, 1913;
- Alfred Sutro, În templul adevărului, comedie într-un act, Brașov, 1914;
- Lev Tolstoi, Stropi de rouă răcoritoare. Din „Cartea de căpătâi” a lui Tolstoi și altele, Sibiu, 1921 (semnat Ilie Marin).